# Pompilio Seveso

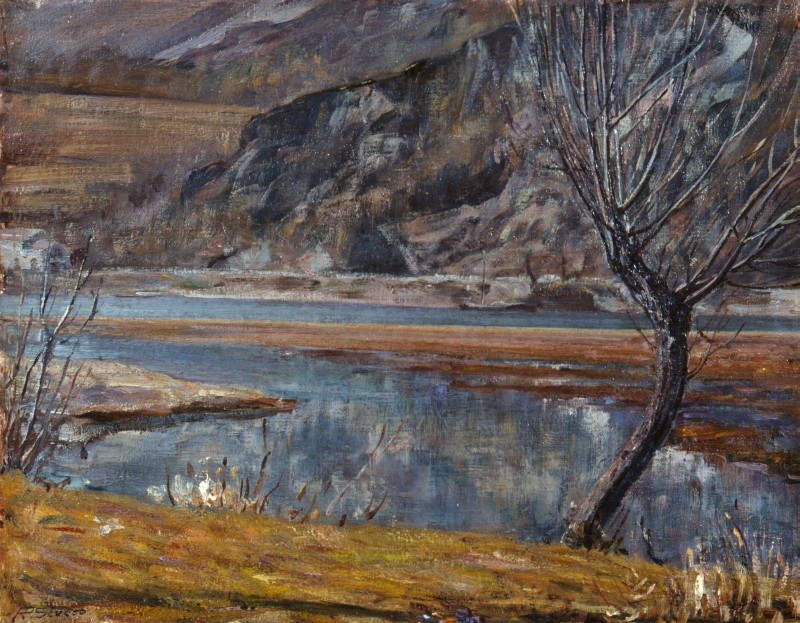
Paesaggio lacustre, 1940 Fondazione Cariplo

Pompilio Seveso (Milano, 1877 – Milano, 3 settembre 1949) è stato un pittore italiano.

## Biografia
Nacque da umile famiglia e iniziò giovanissimo a cimentarsi con l'arte.
Pompilio Seveso segue i corsi dell'Accademia di Brera tra il 1893 e il 1895, e la sua scuola del nudo tra il 1904 e il 1909 e tra il 1915 e il 1916, per poi dedicarsi da autodidatta all'osservazione della produzione di Leonardo Bazzaro, Emilio Longoni e Filippo Carcano.
Fu proprio l'amicizia di questi maestri, in particolare di Longoni che spesso accompagnava a dipingere in montagna, a plasmare la sua abilità di pittore.
Nel primo Novecento, ancora giovane, ebbe una parentesi molto significativa di divisionismo, per attinenze con Segantini e ancor più con Fornara e Longoni [Luciano Anelli].Tra le opere di questo periodo ricordiamo "I pastorelli", "Scorcio di Feriolo", "Sottobosco", "In Valtellina" , ecc., e il capolavoro "Primo sole" [Luciano Anelli].
Successivamente i soggetti delle sue opere, tutte riprese dal vero, assumevano una connotazione post-scapigliata vicina a Bazzaro o Gignous.
Fanno spesso riferimento ai paesaggi dei suoi soggiorni di Feriolo, sul Lago Maggiore, della Valmalenco e della Valtellina.

## Esposizioni
- Mostra di belle arti Milano 1924 con' Paesaggio'[3]
- Pompilio Seveso 'La Luce Nel Colore' Brescia 2006